# Битва при Серро-Кора
Битва при Серро-Кора (исп. Combate de Cerro Corá, порт. Batalha de Cerro Corá) — завершающее сражение Парагвайской войны, произошедшее 1 марта 1870 года на территории нынешнего природного парка в департаменте Амамбай и закончилась смертью президента Парагвая Франсиско Солано Лопеса и победой союзных войск.

## Накануне
После сражений при Пирибебуй и Кампо-Гранде численное превосходство бразильской армии позволило ей организовать несколько колонн и вести преследование отступивших из Карагуатая остатков войск Франсиско Солано Лопеса. 8 февраля 1870 года Лопес и его колонна достигли Серро-Кора, где расположились лагерем. Их было около 450 человек, включая вице-президента Доминго Санчеса, генералов Бернардино Кабальеро, Исидоро Рескина, Франсиско Роа и Хосе Мария Дельгадо, а также много женщин и детей, все голодные и в лохмотьях; солдаты не имели боеприпасов и в основном были вооружены только копьями и саблями. 18 февраля бразильская колонна под командованием Коррейи да Камара достигла места Бела-Виста. Генерал узнал от полковника Бенто Мартинша, что лагерь Лопеса находится в Серро-Кора. Информация была передана дезертирами и пленными. 28 февраля несколько индейцев племени кайгус принесли еду парагвайцам и предупредили Лопеса о близости бразильцев; они предложили спрятать его глубоко в лесу, но Лопес, поблагодарив, отказался.

## Ход сражения
В 6:00 1 марта 1870 года Лопес узнал, что его передовые посты на переправах Такуара и Акидабан подверглись нападению. Солдаты с разбитых постов хлынули обратно к центральному лагерю. Бразильцы Коррейи да Камара (около 2600 человек) подошли и, окружив лагерь, атаковали его. От начала атаки бразильской кавалерии на лагерь до конца боя прошло всего около 15 минут. Генерал Франсиско Роа был убит после отказа сдаться. Были также убиты пытавшиеся бежать вице-президент Франсиско Санчес и госсекретарь Луис Каминос. В центре лагеря атакующие встретили сопротивление нескольких офицеров, охранявших Солано Лопеса и его 17-летнего сына, Хуана «Панчито» Лопеса, и после непродолжительной схватки убили всех. Бразильские кавалеристы и пехотинцы стали убивать сопротивляющихся солдат и гражданских, поджигать лагерь и добивать больных и раненых. Всего было пленено около 240 парагвайцев, в том числе генералы Рескин и Дельгадо. Оказалась схваченной также жена Лопеса Элиза Линч. Потери бразильцев были незначительными: всего семь солдат были убиты и несколько ранены.
С окончанием битвы и смертью Солано Лопеса война закончилась. 

## Память
Район, где произошли эти события, в настоящее время является частью национального парка Серро-Кора; в нём установлены бюсты с именами погибших офицеров. О завершающем этапе войны создан парагвайский фильм Серро-Кора, выпущенный в 1978 году.